# Тишћа (ријека)
Тишћа је десна притока Дрињаче. Тишћа читавим својим током протиче кроз Републику Српску. Врело Тишће се налази на северној падини планине Јавор, удаљено пет километара од Власенице. Из врела водом за пиће се снабдева Власеница, као и бројна околна насеља. Низводно, на Тишћи је мања хидроцентрала, а након ње и низ старих млинова. Протиче кроз насеље Тишчу, у општини Шековићи. Подручја око Тишће се традиционално користе за излете. Највећа притока Тишће је речица Сушица, која тече кроз предграђе Власенице, испод брда Виселца.